# テンガイ
株式会社テンガイは、福岡県福岡市に本社を置く、パチンコチェーンを展開する企業である。
店舗は九州・山口地方のほかに、東京都・千葉県・神奈川県と関東地方にも進出している。

## 事業所
- 本社 - 福岡県福岡市中央区天神二丁目12番1号 天神ビル10F
- 営業本部 - 福岡県小郡市小板井498-1
- 東京本部 - 東京都千代田区大手町1丁目5番1号大手町ファーストスクエア イーストタワー4階

## 店舗

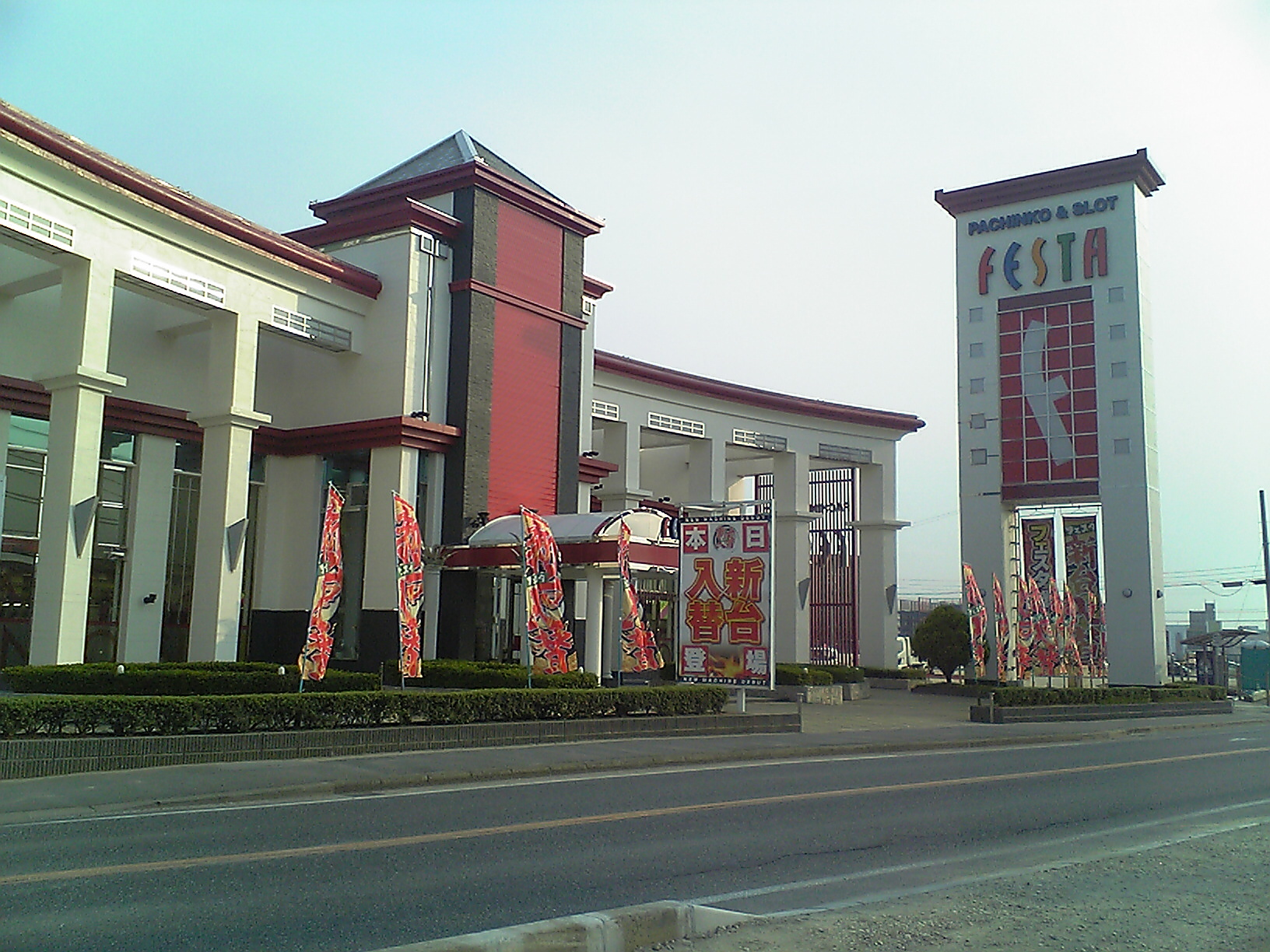
1号店のフェスタ・今宿店
（福岡市西区）
かつてはここに本社が置かれていた。
2014年11月16日閉店。

### 現行店舗
2016年6月現在、全国に21店舗を展開している。そのうち18店舗が「フェスタ」ブランドだが、2011年4月開店の三鷹店では初めてとなる「テンガイ」ブランドでの出店となった。2021年12月末時点では14店舗である。

### 過去に存在した店舗
- フェスタ・今宿店（福岡県福岡市西区） - フェスタ1号店で、「ワンダーランドフェスタ・今宿店」として1995年7月開店[2][3]、2014年11月16日閉店[4]。跡地はMJR九大学研都市レジデンス（JR九州が展開する分譲マンション）、駐車場部分はドン・キホーテ福岡今宿店となっている。
- フェスタ・岩国店（山口県岩国市）[5]
- フェスタ・鳥栖店（佐賀県鳥栖市）
- フェスタ・久留米店（福岡県久留米市）
- フェスタ・宮崎駅前（宮崎県宮崎市）
- フェスタ・板橋店（東京都板橋区）
- フェスタ・野田店（千葉県野田市）
- テンガイ・綱島店（横浜市港北区）